# Roman Raskazov
Roman Vladimirovitj Raskazov (ryska: Роман Владимиорович Расскзов), född 28 april 1979, är en rysk gångare. 
Raskazov slog igenom vid junior-VM 1998 då han vann 10 km gång. Vid OS 2000 slutade han sexa i 20 km gång. Bättre gick det vid VM 2001 då Raskazov vann guldet, ett guld som han inte lyckades försvara 2003 då det i stället blev en bronsmedalj.